# Кларк, Кристи
Кри́сти Мэ́ри Кларк (англ. Christie Mary Clark; род. 13 декабря 1973, Лос-Анджелес, Калифорния) — американская актриса.

## Биография
Кларк родилась в Лос-Анджелесе, штат Калифорния, в семье менеджера Кэти Кларк. У неё есть младшие брат и сестра — Кевин Кларк и Кэти Кларк.

## Карьера
Кларк начала свою актёрскую карьеру в 1982 году. В 1986—2012 года она играла роль Кэрри Брэйди в телесериале «Дни нашей жизни», за которую получила премию «Дайджест мыльных опер» (1997) в номинации «Горячий роман» (совместно с Остином Пеком).

## Личная жизнь
C 31 августа 2002 года Кристи замужем за Томасом Барнсом. У супругов есть трое дочерей: Ханна Белла Барнс (род.04.03.2008), Эмма Роуз Барнс (род.05.09.2010) и Шарлотта Джой Барнс (род.06.08.2013).